# 1686
Il 1686 (MDCLXXXVI in numeri romani) è un anno  del XVII secolo.

## Eventi
- 6 maggio – Pace di Mosca o Trattato di pace eterna tra Polonia / Lituania (Krzysztof Grzymułtowski (pl)) e Russia (Vasily Golitsyn). La Bielorussia (Minsk) e la Piccola Russia (Kiev) sono integrate nell'impero russo. Termina formalmente la guerra russo-polacca 1654-1667 e conferma gli accordi raggiunti nell'armistizio di Andrussowo nel 1667.
- La Russia si unisce alla Lega Santa (Sacro Romano Impero, Polonia, Venezia) contro l'Impero ottomano, segnando l'inizio di una nuova guerra russo-turca.
- 2 settembre – Assedio di Buda: Dopo 143 anni di dominio ottomano i turchi vengono espulsi da Buda dall'esercito asburgico guidato da Carlo V di Lorena. Ci sono 4000 morti e 6000 prigionieri tra i turchi. La città viene bruciata e saccheggiata, i prigionieri turchi torturati e uccisi e 500 ebrei massacrati nonostante l'ordine di risparmiarli.

## Nati

### Gennaio
- 8 gennaio - Guglielmo Federico di Brandeburgo-Ansbach, nobile († 1723)
- 8 gennaio - Giuseppe Lorenzo Briati, vetraio italiano († 1772)
- 12 gennaio - Adam Christian Thebesius, anatomista tedesco († 1732)
- 15 gennaio - Pietro Antonio Corsignani, vescovo cattolico e storico italiano († 1751)
- 30 gennaio - Francesco II Spinelli, VII principe di Scalea, nobile e filosofo italiano († 1752)
- 31 gennaio - Hans Egede, missionario, esploratore e vescovo luterano norvegese († 1758)

### Febbraio
- 1º febbraio - Almerico Gonzaga, religioso italiano († 1771)
- 1º febbraio - Susanna Enrichetta di Lorena, nobile francese († 1710)
- 13 febbraio - John Churchill, marchese di Blandford, nobile inglese († 1703)
- 16 febbraio - Eleonora Maria di Löwenstein-Wertheim-Rochefort, principessa tedesca († 1753)
- 18 febbraio - Pietro Ligari, pittore, architetto e agronomo italiano († 1752)
- 23 febbraio - Antonio Consetti, pittore italiano († 1766)

### Marzo
- 1º marzo - Domenico Antonio Thun, vescovo cattolico italiano († 1758)
- 7 marzo - Francesco Antonio Saverio Grue, ceramista italiano († 1746)
- 19 marzo - Andrea Corner, politico e diplomatico italiano († 1730)
- 22 marzo - James Hamilton, VII conte di Abercorn, nobile scozzese († 1744)
- 22 marzo - Johann Georg Siegesbeck, botanico e medico tedesco († 1755)
- 23 marzo - Isaac Walraven, pittore olandese († 1765)
- 27 marzo - Johann Jakob Quandt, teologo e bibliotecario tedesco († 1772)
- 29 marzo - Bernardino Ignazio Roero di Cortanze, francescano e arcivescovo cattolico italiano († 1747)

### Aprile
- 10 aprile - Maria Eleonora Boncompagni Ludovisi, principessa († 1745)
- 17 aprile - François Victor Le Tonnelier de Breteuil, politico e nobile francese († 1743)
- 27 aprile - Elena Virginia Balletti, attrice teatrale e poetessa italiana († 1771)
- 29 aprile - Peregrine Bertie, II duca di Ancaster e Kesteven, nobile e militare britannico († 1742)

### Maggio
- 3 maggio - Antonio Gai, scultore italiano († 1769)
- 24 maggio - Daniel Gabriel Fahrenheit, fisico e inventore tedesco († 1736)

### Giugno
- 5 giugno - Ignazio da Santhià, presbitero italiano († 1770)
- 5 giugno - Edward Howard, IX duca di Norfolk, nobile inglese († 1777)
- 7 giugno - Adolfo Federico III di Meclemburgo-Strelitz, nobile († 1752)
- 8 giugno - Zaccaria Valaresso, letterato italiano († 1769)
- 9 giugno - Andrej Ivanovič Osterman, politico tedesco († 1747)
- 16 giugno - Francesco Simonini, pittore italiano
- 18 giugno - Sofia Carolina von Camas, nobildonna prussiana († 1766)
- 24 giugno - Domenico Montagnana, liutaio italiano († 1750)

### Luglio
- 3 luglio - Buonafede Vitali, medico italiano († 1745)
- 6 luglio - Antoine de Jussieu, naturalista e medico francese († 1758)
- 9 luglio - Philip Livingston, imprenditore statunitense († 1749)
- 24 luglio - Benedetto Marcello, compositore, poeta e scrittore italiano († 1739)
- 30 luglio - Antonio Vegni, vescovo cattolico italiano († 1744)

### Agosto
- 4 agosto - Domenico Maria Gusmano Galeazzi, anatomista italiano († 1775)
- 10 agosto - Johann Georg Christian von Lobkowitz, generale austriaco († 1755)
- 12 agosto - Giovanni Battista De Mari, nobile († 1781)
- 17 agosto - Nicola Porpora, compositore italiano († 1768)
- 19 agosto - Antonio Tonelli, compositore e violoncellista italiano († 1765)
- 26 agosto - Agostino Cornacchini, scultore e pittore italiano († 1754)
- 29 agosto - Luigi Centurione, gesuita italiano († 1757)
- 31 agosto - Carlo di Borbone-Francia, nobile francese († 1714)

### Settembre
- 5 settembre - Antoine Touron, presbitero, storico e biografo francese († 1775)
- 8 settembre - Michael Lilienthal, bibliotecario e teologo tedesco († 1750)
- 25 settembre - Sante Lanucci, vescovo cattolico italiano († 1765)
- 28 settembre - Cosmas Damian Asam, pittore, architetto e scultore tedesco († 1739)
- 29 settembre - Lucia Cremonini,  italiana († 1710)

### Ottobre
- 2 ottobre - Giovanni Antonio Bianchi, letterato e teologo italiano († 1758)
- 12 ottobre - Sylvius Leopold Weiss, compositore e liutista tedesco († 1750)
- 15 ottobre - Alessandro Galli da Bibbiena, architetto, pittore e scenografo italiano († 1748)
- 17 ottobre - Jacques Hardion, storico e traduttore francese († 1766)
- 22 ottobre - Niccolò Gianpriamo, gesuita, missionario e astronomo italiano († 1759)
- 22 ottobre - Georg Balthasar Schott, compositore e organista tedesco († 1736)
- 31 ottobre - Senesino, cantante italiano († 1758)

### Novembre
- 1º novembre - Colin Campbell, mercante britannico († 1757)
- 10 novembre - Giovanni Antonio Volpi, critico letterario, editore e poeta italiano († 1766)
- 13 novembre - Eleonora Luisa Gonzaga, nobile († 1741)
- 30 novembre - Richard Lumley, II conte di Scarbrough, politico inglese († 1740)

### Dicembre
- 5 dicembre - Ludovico Mazzanti, pittore italiano († 1775)
- 15 dicembre - Jean-Joseph Fiocco, compositore fiammingo († 1746)
- 25 dicembre - José Manuel da Câmara d'Atalaia, cardinale e patriarca cattolico portoghese († 1758)
- 25 dicembre - Christoph Matthäus Pfaff, teologo tedesco († 1760)
- 25 dicembre - Giovanni Battista Somis, violinista e compositore italiano († 1763)
- 28 dicembre - Ferdinando Romualdo Guiccioli, arcivescovo cattolico italiano († 1763)

### Senza giorno specificato
- Hakuin Ekaku, monaco buddhista giapponese († 1769)
- Giulio Cesare Becelli, letterato, archivista e traduttore italiano († 1750)
- Nicolas Besnier, orafo e architetto francese († 1754)
- Domenico Bocciardo, pittore italiano († 1746)
- Giambattista Crosato, pittore e scenografo italiano († 1758)
- Domenico Antonio Di Fiore, attore teatrale, librettista e compositore italiano († 1755)
- Francesco Ferrigno, religioso italiano († 1766)
- Johan Frederik Gronovius, botanico olandese († 1762)
- Henry Howard, XI conte di Suffolk, nobile e politico inglese († 1757)
- Ahmad I Karamanli, militare ottomano († 1745)
- Jean de Jullienne, collezionista d'arte francese († 1766)
- Johann Christoph Knöffel, architetto tedesco († 1752)
- Joseph de La Font, drammaturgo francese († 1725)
- Giacomo Leoni, architetto italiano († 1746)
- Giovanni Battista Marchetti, architetto italiano († 1758)
- Okumura Masanobu, pittore e scrittore giapponese († 1763)
- Gerolamo Mengozzi-Colonna, pittore italiano († 1774)
- Jean-Baptiste Oudry, pittore, incisore e disegnatore francese († 1755)
- Santa Stella, soprano italiano († 1759)
- Giuseppe Tamo da Brescia, pittore italiano († 1731)
- Vasilij Nikitič Tatiščev, geografo e storico russo († 1750)
- Richard Worley, pirata inglese († 1719)
- Jean-Baptiste Vivien de Châteaubrun, drammaturgo francese († 1775)
- Jacques de Lajoüe, pittore francese († 1761)

## Morti

### Gennaio
- 5 gennaio - Frederik de Moucheron, pittore olandese
- 10 gennaio - Ana Monteagudo, religiosa peruviana (n. 1602)
- 17 gennaio - Carlo Dolci, pittore italiano (n. 1616)
- 19 gennaio - Ferdinando Cospi, nobile, politico e collezionista d'arte italiano (n. 1606)
- 22 gennaio - Giovanna Maddalena di Sassonia-Altenburg, duchessa tedesca (n. 1656)
- 31 gennaio - Jean Mairet, drammaturgo e diplomatico francese (n. 1604)

### Febbraio
- 2 febbraio - Pierre Poussines, gesuita, grecista e teologo francese (n. 1609)
- 4 febbraio - Philip Wharton, IV barone Wharton, politico inglese (n. 1613)
- 11 febbraio - Hartmann III del Liechtenstein, principe e militare austriaco (n. 1613)
- 15 febbraio - Matthias Rauchmüller, scultore tedesco (n. 1645)
- 21 febbraio - Sibilla Cristina di Anhalt-Dessau, nobile (n. 1603)
- 25 febbraio - Abraham Calovius, teologo e filosofo polacco (n. 1612)

### Marzo
- 17 marzo - Elisabetta Maria di Münsterberg-Oels, nobile boema (n. 1625)
- 22 marzo - Giovanni Federico di Brandeburgo-Ansbach, nobile tedesco (n. 1654)
- 26 marzo - Carlotta d'Assia-Kassel,  tedesca (n. 1627)

### Aprile
- 2 aprile - Baltasar de la Cueva Enríquez,  spagnolo (n. 1626)
- 19 aprile - Antonio de Solís, drammaturgo e storico spagnolo (n. 1610)
- 26 aprile - Magnus Gabriel De la Gardie, politico e militare svedese (n. 1622)

### Maggio
- 9 maggio - Jonas Suyderhoff, pittore e incisore olandese
- 21 maggio - Otto von Guericke, politico, giurista e fisico tedesco (n. 1602)
- 31 maggio - Nicolas Barré, religioso francese (n. 1621)

### Giugno
- 3 giugno - Ernest Alexandre Dominique d'Arenberg, generale belga (n. 1643)
- 7 giugno - Pietro Mengoli, matematico italiano (n. 1626)
- 10 giugno - Giovanni Battista Casoni, pittore italiano (n. 1610)
- 12 giugno - Francesco Maria Maggio, presbitero, orientalista e missionario italiano (n. 1612)
- 29 giugno - Alessandro Kettler, militare e nobile tedesco (n. 1658)

### Luglio
- 7 luglio - Antero Maria Micone, presbitero italiano (n. 1620)
- 10 luglio - Ercole Ferrata, scultore italiano (n. 1610)
- 15 luglio - Gilles Rousselet, incisore francese (n. 1610)
- 18 luglio - Jacques Gabriel IV, architetto francese (n. 1630)
- 23 luglio - Carlo de' Dottori, letterato, drammaturgo e librettista italiano (n. 1618)
- 28 luglio - Andrea Biffi, architetto italiano (n. 1645)

### Agosto
- 2 agosto - Sofia Edvige di Sassonia-Merseburg, principessa tedesca (n. 1660)
- 3 agosto - Anna Margherita di Assia-Homburg, nobile tedesca (n. 1629)
- 12 agosto - Jean-Baptiste Cotelier, teologo francese (n. 1626)
- 27 agosto - Michelangelo Bonadies, francescano, vescovo cattolico e scrittore italiano (n. 1603)

### Settembre
- 13 settembre - Giulio Cesare Milani, pittore italiano (n. 1629)
- 14 settembre - Egidio Colonna di Sciarra, III principe di Carbognano, nobile italiano (n. 1631)
- 19 settembre - Giovanni Giorgio I di Sassonia-Eisenach, duca tedesco (n. 1634)
- 23 settembre - Sidonia Elisabetta di Salm-Reifferscheidt, nobildonna tedesca (n. 1623)

### Ottobre
- 18 ottobre - Egidio Colonna, militare e patriarca cattolico italiano (n. 1606)
- 21 ottobre - Melchor Fernández de la Cueva y Enríquez de Cabrera, militare e politico spagnolo (n. 1625)
- 24 ottobre - Bartolomeo Beverini, poeta e storico italiano (n. 1629)
- 26 ottobre - John Egerton, II conte di Bridgewater, nobile inglese (n. 1623)

### Novembre
- 25 novembre - Niccolò Stenone, naturalista, geologo e anatomista danese (n. 1638)

### Dicembre
- 6 dicembre - Nicola Avancini, gesuita e scrittore italiano (n. 1611)
- 6 dicembre - Eleonora Gonzaga-Nevers, nobile (n. 1630)
- 11 dicembre - Luigi II di Borbone-Condé, nobile e generale francese (n. 1621)
- 12 dicembre - Charles de Noyelle, gesuita belga (n. 1615)
- 15 dicembre - Daniel Gittard, architetto francese (n. 1625)
- 17 dicembre - Lieve Pietersz Verschuier, pittore olandese (n. 1627)

### Senza giorno specificato
- Pieter Moninckx, pittore e disegnatore olandese (n. 1606)
- Michel Anguier, scultore francese (n. 1612)
- Arthur Annesley, I conte di Anglesey, politico irlandese (n. 1614)
- Jacques d'Arthois, pittore fiammingo (n. 1613)
- Francesco Bertinetti, medaglista italiano (n. 1653)
- François Blondel, ingegnere e matematico francese (n. 1618)
- Antonio Busca, pittore italiano (n. 1625)
- Edmund Castell, orientalista britannico (n. 1606)
- Carlo Coppola, pittore italiano (n. 1620)
- Ignazio Cumbo, religioso e poeta italiano
- François Foppens, tipografo belga
- Michel de Grammont, pirata francese
- Francesco Fulvio Frugoni, poeta, scrittore e drammaturgo italiano (n. 1620)
- Jan van Glabbeeck, pittore olandese (n. 1635)
- Andrea Gonzaga, nobile
- Jan de Herdt, pittore e disegnatore fiammingo (n. 1620)
- Jack Ketch, boia inglese
- Antoon van Leyen, pittore e mercante fiammingo (n. 1628)
- Giovanni Battista Lucini, pittore italiano (n. 1639)
- Gerrit Lundens, pittore olandese (n. 1622)
- Melchiorre Melchiori, pittore italiano (n. 1641)
- Giovanni Cesare Netti, compositore e prete italiano (n. 1649)
- Ludwig Pfyffer von Altishofen, ufficiale svizzero
- John Playford, editore musicale e compositore inglese (n. 1623)
- Arnold Quellinus, scultore fiammingo (n. 1653)
- Antonio Raggi, scultore svizzero (n. 1624)
- Girolamo Scaglia, pittore italiano (n. 1620)
- Ferdinando Tacca, scultore italiano (n. 1619)
- Francis Townley, pirata inglese
- Simon Pimen Fëdorovič Ušakov, pittore russo (n. 1626)
- Pieter Verbruggen il Vecchio, scultore fiammingo (n. 1615)
- Thomas Watson, predicatore e teologo inglese (n. 1620)
- Edward Winter, funzionario e politico britannico (n. 1622)

## Calendario
| Calendario 1686 | Calendario 1686 | Calendario 1686 | Calendario 1686 | Calendario 1686 | Calendario 1686 | Calendario 1686 | Calendario 1686 | Calendario 1686 | Calendario 1686 | Calendario 1686 | Calendario 1686 | Calendario 1686 | Calendario 1686 | Calendario 1686 | Calendario 1686 | Calendario 1686 | Calendario 1686 | Calendario 1686 | Calendario 1686 | Calendario 1686 | Calendario 1686 | Calendario 1686 | Calendario 1686 | Calendario 1686 | Calendario 1686 | Calendario 1686 | Calendario 1686 | Calendario 1686 | Calendario 1686 | Calendario 1686 | Calendario 1686 | Calendario 1686 |
| --------------- | --------------- | --------------- | --------------- | --------------- | --------------- | --------------- | --------------- | --------------- | --------------- | --------------- | --------------- | --------------- | --------------- | --------------- | --------------- | --------------- | --------------- | --------------- | --------------- | --------------- | --------------- | --------------- | --------------- | --------------- | --------------- | --------------- | --------------- | --------------- | --------------- | --------------- | --------------- | --------------- |
|                 | 1               | 2               | 3               | 4               | 5               | 6               | 7               | 8               | 9               | 10              | 11              | 12              | 13              | 14              | 15              | 16              | 17              | 18              | 19              | 20              | 21              | 22              | 23              | 24              | 25              | 26              | 27              | 28              | 29              | 30              | 31              |                 |
| Gennaio         | Ma              | Me              | Gi              | Ve              | Sa              | Do              | Lu              | Ma              | Me              | Gi              | Ve              | Sa              | Do              | Lu              | Ma              | Me              | Gi              | Ve              | Sa              | Do              | Lu              | Ma              | Me              | Gi              | Ve              | Sa              | Do              | Lu              | Ma              | Me              | Gi              |                 |
| Febbraio        | Ve              | Sa              | Do              | Lu              | Ma              | Me              | Gi              | Ve              | Sa              | Do              | Lu              | Ma              | Me              | Gi              | Ve              | Sa              | Do              | Lu              | Ma              | Me              | Gi              | Ve              | Sa              | Do              | Lu              | Ma              | Me              | Gi              |                 |                 |                 |                 |
| Marzo           | Ve              | Sa              | Do              | Lu              | Ma              | Me              | Gi              | Ve              | Sa              | Do              | Lu              | Ma              | Me              | Gi              | Ve              | Sa              | Do              | Lu              | Ma              | Me              | Gi              | Ve              | Sa              | Do              | Lu              | Ma              | Me              | Gi              | Ve              | Sa              | Do              |                 |
| Aprile          | Lu              | Ma              | Me              | Gi              | Ve              | Sa              | Do              | Lu              | Ma              | Me              | Gi              | Ve              | Sa              | Do              | Lu              | Ma              | Me              | Gi              | Ve              | Sa              | Do              | Lu              | Ma              | Me              | Gi              | Ve              | Sa              | Do              | Lu              | Ma              |                 |                 |
| Maggio          | Me              | Gi              | Ve              | Sa              | Do              | Lu              | Ma              | Me              | Gi              | Ve              | Sa              | Do              | Lu              | Ma              | Me              | Gi              | Ve              | Sa              | Do              | Lu              | Ma              | Me              | Gi              | Ve              | Sa              | Do              | Lu              | Ma              | Me              | Gi              | Ve              |                 |
| Giugno          | Sa              | Do              | Lu              | Ma              | Me              | Gi              | Ve              | Sa              | Do              | Lu              | Ma              | Me              | Gi              | Ve              | Sa              | Do              | Lu              | Ma              | Me              | Gi              | Ve              | Sa              | Do              | Lu              | Ma              | Me              | Gi              | Ve              | Sa              | Do              |                 |                 |
| Luglio          | Lu              | Ma              | Me              | Gi              | Ve              | Sa              | Do              | Lu              | Ma              | Me              | Gi              | Ve              | Sa              | Do              | Lu              | Ma              | Me              | Gi              | Ve              | Sa              | Do              | Lu              | Ma              | Me              | Gi              | Ve              | Sa              | Do              | Lu              | Ma              | Me              |                 |
| Agosto          | Gi              | Ve              | Sa              | Do              | Lu              | Ma              | Me              | Gi              | Ve              | Sa              | Do              | Lu              | Ma              | Me              | Gi              | Ve              | Sa              | Do              | Lu              | Ma              | Me              | Gi              | Ve              | Sa              | Do              | Lu              | Ma              | Me              | Gi              | Ve              | Sa              |                 |
| Settembre       | Do              | Lu              | Ma              | Me              | Gi              | Ve              | Sa              | Do              | Lu              | Ma              | Me              | Gi              | Ve              | Sa              | Do              | Lu              | Ma              | Me              | Gi              | Ve              | Sa              | Do              | Lu              | Ma              | Me              | Gi              | Ve              | Sa              | Do              | Lu              |                 |                 |
| Ottobre         | Ma              | Me              | Gi              | Ve              | Sa              | Do              | Lu              | Ma              | Me              | Gi              | Ve              | Sa              | Do              | Lu              | Ma              | Me              | Gi              | Ve              | Sa              | Do              | Lu              | Ma              | Me              | Gi              | Ve              | Sa              | Do              | Lu              | Ma              | Me              | Gi              |                 |
| Novembre        | Ve              | Sa              | Do              | Lu              | Ma              | Me              | Gi              | Ve              | Sa              | Do              | Lu              | Ma              | Me              | Gi              | Ve              | Sa              | Do              | Lu              | Ma              | Me              | Gi              | Ve              | Sa              | Do              | Lu              | Ma              | Me              | Gi              | Ve              | Sa              |                 |                 |
| Dicembre        | Do              | Lu              | Ma              | Me              | Gi              | Ve              | Sa              | Do              | Lu              | Ma              | Me              | Gi              | Ve              | Sa              | Do              | Lu              | Ma              | Me              | Gi              | Ve              | Sa              | Do              | Lu              | Ma              | Me              | Gi              | Ve              | Sa              | Do              | Lu              | Ma              |                 |